# János Bencze
Dans le nom hongrois Bencze János, le nom de famille précède le prénom, mais cet article utilise l’ordre habituel en français János Bencze, où le prénom précède le nom.
János Bencze, né le 12 octobre 1934, à Hódmezővásárhely, en Hongrie et décédé le 1er août 2014, est un ancien joueur hongrois de basket-ball. Il évolue durant sa carrière au poste d'ailier.

## Palmarès
- Champion d'Europe 1955